# Grafofono

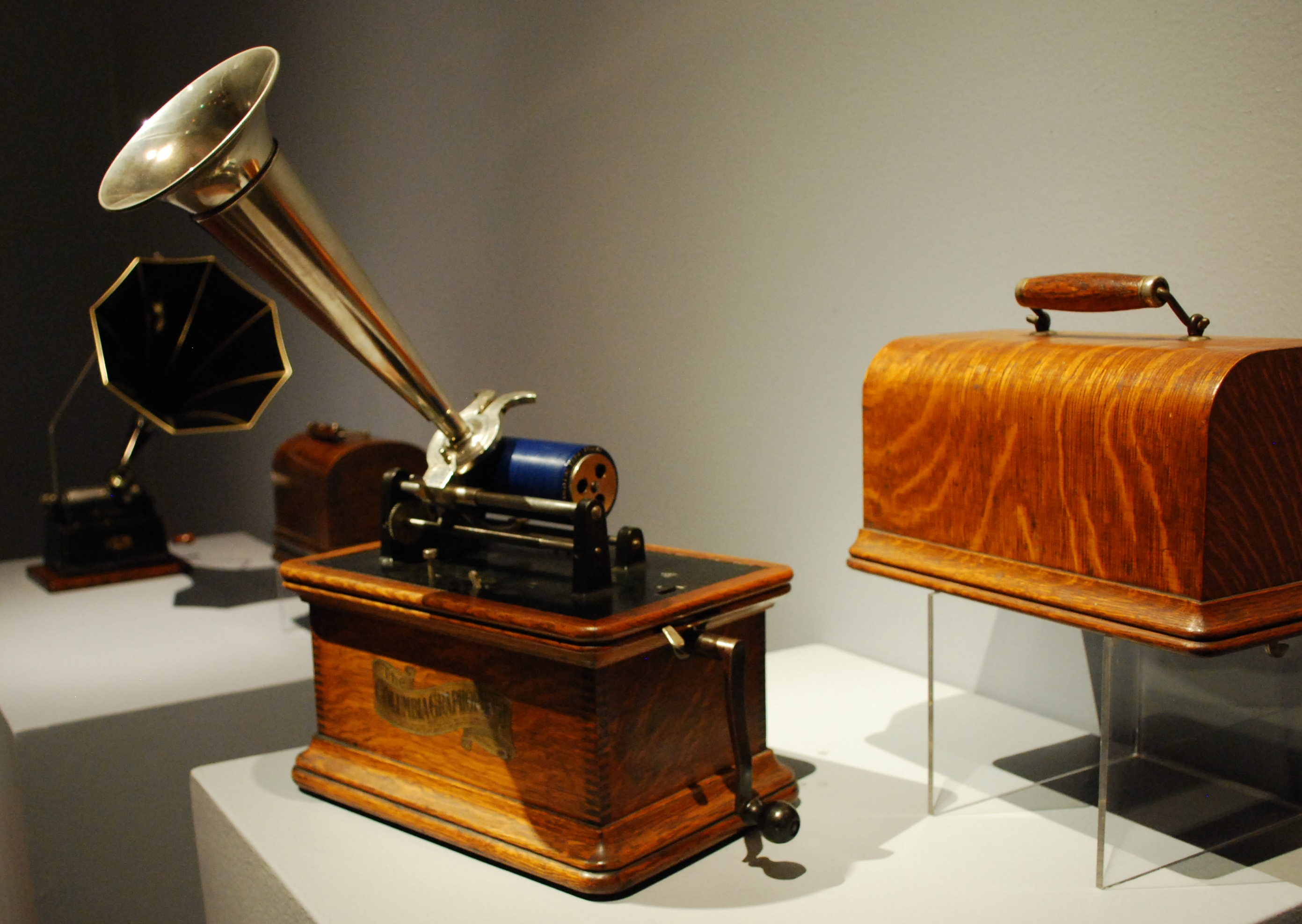
Un grafofono Columbia AZ (1905-07)

Il grafofono era una macchina per registrare suoni inventata da Chichester Bell e Charles S. Tainter, una versione avanzata del fonografo.
La parola grafofono (graphophone) fu coniata da Bell nel 1881 a mo' di scherzo.

## Creazione
Cinque anni di ricerca sotto la direzione di Charles Sumner Tainter e Chichester Bell al Volta Laboratory furono necessari a sviluppare il loro apparecchio e a distinguerlo tecnicamente dal fonografo di Thomas Edison.
Tra le innovazioni studiate, ma non adoperate per il grafofono, vi erano le tecniche di registrazione laterale, che i ricercatori sperimentarono già nel 1881. Contrariamente ai solchi tagliati verticalmente dei fonografi Edison, il metodo di registrazione laterale utilizzava uno stilo da taglio che si muoveva da un lato all'altro in un motivo a zig zag attraverso il disco. Mentre i fonografi a cilindro commerciali (incluso il grafofono) non utilizzarono mai il processo del taglio laterale, questo divenne il metodo primario di registrazione dei dischi fonografici.
Bell e Tainter svilupparono anche cilindri in cartone rivestito di cera per la loro registrazione. Il cilindro in ghisa di Edison, ricoperto da una pellicola rimovibile di stagnola – che costituiva il vero e proprio supporto di registrazione –, era soggetto a danneggiamenti durante l'installazione o la rimozione. Tainter ricevette un brevetto distinto per una macchina per l'assemblaggio di tubi per produrre automaticamente le bobine di cartone dei dischi di cera. Il passaggio dalla stagnola alla cera portò ad una maggiore fedeltà del suono e longevità del disco. Oltre ad essere molto più facile da gestire, il supporto di registrazione in cera permetteva anche registrazioni più lunghe e creava una qualità di riproduzione superiore.
Il grafofono è noto ai filatelisti italiani grazie ai francobolli pubblicitari emessi dal Regno d'Italia nel 1924: alcuni valori (il 15 c. Leoni, il 30 c. Michetti, il 50 c. Michetti e l'1 lira Floreale) pubblicizzano i grafofoni Columbia.